# 国府町 (鳥取県)
国府町（こくふちょう）は、鳥取県の東部にあった町である。岩美郡に属した。
2004年（平成16年）11月1日に鳥取市に編入された。かつての町域は鳥取市国府町となっている。

## 地理
鳥取県の東部に位置し、兵庫県と接していた。

### 隣接していた自治体
- 鳥取県
  - 鳥取市
  - 岩美郡 福部村・岩美町
  - 八頭郡 若桜町・郡家町
- 兵庫県
  - 美方郡 温泉町

## 歴史
天平時代に因幡国の国庁が置かれて、政治と経済の中心地として栄えた歴史を持つ。
1950年代から鳥取市への編入合併勧告（昭和の大合併）が発令されたが合併を拒み、1958年宇倍野村と大成村が合併して誕生した。ベッドタウン化などから1980年代にも同様のことがあったが、合併には至らなかった。しかし、平成の大合併により2004年（平成16年）11月1日に鳥取市と合併した。

### 沿革
- 1889年（明治22年）10月1日 - 町村制施行により、国府村・法美村・御陵村（後の宇倍野村）、登儀村・上舟村・大茅村（後の大成村）の各村が発足。
- 1957年（昭和32年）1月1日 - 宇倍野村・大成村が合併して国府町が発足。
- 1984年（昭和59年）4月1日 - 奥谷（全域）と宮下（一部）が奥谷1〜3丁目・稲葉丘1〜3丁目・分上1〜4丁目・新町1〜2丁目・新通り1〜4丁目となる[3][4]。
- 2004年（平成16年）11月1日 - 鳥取市に編入[1]。同日国府町廃止。

## 行政

### 歴代町長
| 氏名       | 就任年月日                 | 退任年月日                 | 備考                          |
| ---------- | -------------------------- | -------------------------- | ----------------------------- |
| 谷口鹿蔵   | 1957年（昭和32年）1月1日   | 1957年（昭和32年）1月19日  | 前宇倍野村助役 町長職務代理者 |
| 田邉健太郎 | 1957年（昭和32年）1月20日  | 1961年（昭和36年）1月19日  | 元宇倍野村長                  |
| 桒原英雄   | 1961年（昭和36年）1月20日  | 1965年（昭和40年）1月19日  | 元宇倍野村長                  |
| 田邉健太郎 | 1965年（昭和40年）1月20日  | 1969年（昭和44年）1月19日  |                               |
| 澤田寿雄   | 1969年（昭和44年）1月20日  | 1971年（昭和46年）11月15日 |                               |
| 井上正幸   | 1971年（昭和46年）12月23日 | 1979年（昭和54年）12月21日 |                               |
| 中島知義   | 1979年（昭和54年）12月22日 | 1987年（昭和62年）12月21日 |                               |
| 木村肇     | 1987年（昭和62年）12月22日 | 2004年（平成16年）10月31日 |                               |
| 参考文献 - |                            |                            |                               |

## 姉妹都市
- 国府町（岐阜県）
  - 1993年交流都市提携

## 教育
町の廃止時点では高等学校が存在しない。
- 中学校
  - 国府町立国府中学校（現・鳥取市立国府中学校）
- 小学校
  - 国府町立国府東小学校（現・鳥取市立国府東小学校）
  - 国府町立宮ノ下小学校（現・鳥取市立宮ノ下小学校）
- 特別支援学校
  - 鳥取県立鳥取盲学校
  - 鳥取県立鳥取聾学校

## 交通

### 鉄道
町内に鉄道路線はない。最寄りの駅は因美線津ノ井駅。

### 道路
- 県道
  - 鳥取県道31号鳥取国府岩美線
  - 鳥取県道37号岩美八東線
  - 鳥取県道39号郡家国府線
  - 鳥取県道154号上地中河原線
  - 鳥取県道194号津ノ井国府線
  - 鳥取県道225号三代寺宮下線
  - 鳥取県道247号奥谷正蓮寺線（現・鳥取県道247号卯垣正蓮寺線）
  - 鳥取県道251号国府正蓮寺線
  - 鳥取県道282号麻生国府線
  - 鳥取県道291号鳥取国府線

## 名所・旧跡
国府町は早くから開けた地域で、因幡国府が置かれたこともあり、重要な遺跡が多い。
- 宇倍神社：武内宿禰を祀る因幡一の宮。
- 亀金丘古墳：宇倍神社境内にある直径14メートルの円墳。
- 新井の石舟古墳：二位の尼の墓と伝えられる石室。市指定史跡。
- 伊福吉部徳足比売墓跡：藤原京の文武天皇に仕えた伊福吉部徳足比売（いふきべとこたりひめ・いふくべとこたりひめ）の火葬墓跡。国の史跡。
- 梶山古墳：古墳時代終末期の古墳で、1978年に中国地方で最初の彩色壁画が発見された。精巧な切石で作られ、方形壇をもつ変型八角形墳。国の史跡。
- 岡益の石堂：この地に伝わる平家伝説にまつわる安徳天皇御陵参考地。建立年代や建立目的が不明な謎を秘めた遺跡で、エンタシスの石柱などが残る。
- 因幡国庁跡：天平宝字3年（759年）正月に、因幡国司の大伴家持により万葉集の最後を飾る『新しき年の始の初春の 今日降る雪のいや重け吉事』が詠まれた。国の史跡。
- 因幡万葉歴史館
- 万葉の館
- 鳥取藩主池田家墓所
- 因幡三山
- 雨滝 - 日本の滝百選
- 志賀直哉来訪記念碑：1955年（昭和30年）に文豪・志賀直哉が長通寺を訪れ、岡益の石堂や因幡三山の景色を絶賛し、その感想を『妙』の一字として揮毫した。長通寺の境内に、この時の来訪記念碑がある。
- 山崎城

## 人物
名誉町民
- 第1号：木村安蔵（因伯時報・鳥取電灯創設者）
- 第2号：山本徳次郎（因幡の傘踊り創始者）
- 第3号：川上貞夫（洋画家、郷土史学者）
- 第4号：野津英顕（医師、鳥取県議会議長）
- 第5号：林田万喜子（婦人会創設者）
- 第6号：野村愛正（小説家、脚本家）
- 第7号：岡田美子（小説家、劇作家）
- 第8号：山崎秀子（看護師、フローレンス・ナイチンゲール記章受賞者）
- 第9号：森納（医師、郷土史研究家）